# Englische Badmintonmeisterschaft 2022
Die Englische Badmintonmeisterschaft 2022  fand vom 10. bis zum 12. November 2022 im National Badminton Centre in Milton Keynes statt.

## Austragungsort
- National Badminton Centre

## Medaillengewinner
| Disziplin    | Gold                        | Silber                       | Bronze                       |
| ------------ | --------------------------- | ---------------------------- | ---------------------------- |
| Herreneinzel | Johnnie Torjussen           | Cholan Kayan                 | Alex Lane                    |
| Herreneinzel | Johnnie Torjussen           | Cholan Kayan                 | Sid Palakkal                 |
| Dameneinzel  | Georgina Bland              | Abigail Holden               | Alexandra Oprisan            |
| Dameneinzel  | Georgina Bland              | Abigail Holden               | Gauri Shidhaye               |
| Herrendoppel | Ben Lane Sean Vendy         | Rory Easton Zach Russ        | Alex Green Callum Hemming    |
| Herrendoppel | Ben Lane Sean Vendy         | Rory Easton Zach Russ        | Alex Lane Steven Stallwood   |
| Damendoppel  | Abbygael Harris Annie Lado  | Elizabeth Tolman Hope Warner | Sian Kelly Jenny Wallwork    |
| Damendoppel  | Abbygael Harris Annie Lado  | Elizabeth Tolman Hope Warner | Georgina Bland Anne Hubscher |
| Mixed        | Callum Hemming Jessica Pugh | Steven Stallwood Hope Warner | Jonty Russ Sian Kelly        |
| Mixed        | Callum Hemming Jessica Pugh | Steven Stallwood Hope Warner | Zach Russ Elizabeth Tolman   |